# Глобална криза (филм)
Глобална криза (енгл. Inside Job) је амерички документарни филм из 2010. године, режисера Чарлса Фергусона о финансијској кризи крајем 2000-их. Фергусон, који је почео да је истражује 2008. године, каже да филм говори о „системској корупцији Сједињених Држава од стране индустрије финансијских услуга и последицама те системске корупције”, међу којима су сукоби интереса академских истраживања која су довела до побољшаних стандарда обелодањивања од стране Америчког економског удружења. Подељен у пет делова, филм истражује како су промене у политичком окружењу и банкарској пракси помогле у стварању финансијске кризе.
Филм је добио позитивне критике од стране критичара, који су нарочито похвалили филмски темпо, истраживање и излагање сложеног материјала. Премијерно је приказан 16. маја 2010. на Канском филмском фестивалу и освојио је Оскара за најбољи документарни филм.

## Радња
Филм је подељен у пет делова. Започиње испитивањем како је Исланд био високо дерегулисан 2000. године и приватизацијом његових банака. Када је инвестициона банка Лиман Брадерс банкротирала, а осигуравајућа компанија АИГ пропала, Исланд и остатак света ушли су у глобалну рецесију. На годишњој конференцији Федералних резерви 2005. године, Рагурам Раџан, тада главни економиста ММФ-а, упозорио је на растуће ризике у финансијском систему и предложио политику које смањити такве ризике. Бивши амерички министар финансија, Лоренс Самерс, назвао је та упозорења „погрешним”, а самог Раџана „лудитом”. Међутим, након финансијске кризе 2007–2008, Раџанови ставови сматрани су предвиђачким и са њим је обављен опширан интервју за овај филм.

### I део: Како смо дошли овде
Америчка финансијска индустрија била је регулисана од 1941. до 1981. године, након чега је наступио дуг период дерегулације. Крајем 1980-их криза штедње и зајмова коштала је пореске обвезнике око 124 милијарде долара. Крајем 1990-их, финансијски сектор се консолидовао у неколико гигантских фирми. У марту 2000. године, Интернет мехур је пукао, јер су инвестиционе банке промовисале Интернет компаније за које су знали да ће пропасти, што је резултирало губицима од пет билиона долара. Деведесетих година деривати су постали популарни у индустрији и допринели су нестабилности. Напори на регулисању деривата осујећени су Законом о модернизацији робних фјучерса из 2000. године, који је подржало неколико кључних званичника. У индустрији 2000-их доминирало је пет инвестиционих банака (Голдман Сакс, Морган Стенли, Лиман Брадерс, Мерил Линч и Бер Стернс), два финансијска конгломерата (Ситигруп, ЏПМорган Чејс), три секјуритизоване осигуравајуће компаније (АИГ, МБИА, АМБАЦ) и три агенције за рејтинг (Мудис, Стандард енд Пурс, Фич). Инвестиционе банке су хипотеке повезале са осталим кредитима и дуговима у колатерализоване дужничке обавезе (ЦДО), које су се продавале инвеститорима. Агенције за рејтинг дале су многим ЦДО-овима рејтинге ААА. Другоразредни кредити довели су до грабежљивог кредитирања. Многи власници домова добили су зајмове које никада нису могли да врате.

### II део: Мехур
Током стамбеног бума, однос новца који је позајмљивала инвестициона банка према сопственој активи банке достигао је ниво без преседана. Размена кредитних неизвршења (ЦДС) била је слична полиси осигурања. Шпекуланти су могли да купе ЦДС да би се кладили против ЦДО-а који нису у њиховом поседу. Бројни ЦДО-ови подржани су хипотекарним хипотекарним кредитима. Голдман Сакс је у првој половини 2006. продао ЦДО-ове вредне више од 3 милијарде долара. Голдман се такође кладио против ЦДО-ова малих вредности, говорећи инвеститорима да су висококвалитетни. Три највеће агенције за рејтинг допринеле су проблему. Инструменти оцењени са ААА порасли су са само неколико у 2000. на више од 4.000 у 2006. години.

### III део: Криза
Тржиште ЦДО-ова се срушило и инвестиционим банкама су остале стотине милијарди долара зајмова, ЦДО-ова и некретнина којих нису могли да се реше. Велика рецесија започела је у новембру 2007. године, а у марту 2008. Бер Стернсу је понестало готовине. У септембру је савезна влада преузела Фани Меј и Фреди Мак, који су били на ивици колапса. Два дана касније, Лиман Брадерс је пропао. Сви ови субјекти су имали АА или ААА рејтинге неколико дана пре спасавања. Мерил Линч, на ивици пропасти, припојена је Банци Америке. Хенри Полсон и Тимоти Гајтнер одлучили су да Лиман мора банкротирати, што је резултирало колапсом тржишта комерцијалних папира. Влада је 17. септембра преузела инсолвентни АИГ. Следећег дана, Полсон и председник Фед-а, Бен Бернанке, затражили су од Конгреса 700 милијарди долара за спасавање банака. Глобални финансијски систем постао је парализован. Дана 3. октобра 2008, председник Џорџ В. Буш потписао је Програм за помоћ, али глобална тржишта акција наставила су да падају. Отпуштања и оврхе су настављене са порастом незапослености на 10% у САД и Европској унији. До децембра 2008. године, Џенерал моторс и Крајслер су се такође суочили са банкротом. Оврхе у САД достигле су ниво без преседана.

### IV део: Одговорност
Највиши руководиоци инсолвентних компанија извукли су са нетакнутим личном богатством. Руководитељи су сами изабрали своје одборе директора, који су делили милијарде бонуса након владиног спаса. Главне банке су ојачале и удвостручиле антиреформске напоре. Академски економисти деценијама су се залагали за дерегулацију и помагали у обликовању америчке политике. Они су се и даље противили реформи након кризе 2008. године. Неке од консултантских фирми које су биле укључене су Аналисис група, Чарлс Ривер Асосијетс, Компас Лексекон и Правна и економска консултантска група (ЛЕЦГ). Многи од ових економиста имали су сукоб интереса, прикупљајући суме као консултанти компанијама и другим групама укљученим у финансијску кризу.

### V део: Где смо сада
Отпуштено је на десетине хиљада америчких радника у фабрици. Финансијске реформе долазеће Обамине администрације биле су слабе и није било значајног предложеног регулисања пракси агенција за рејтинг, лобиста и извршне надокнаде. Гајтнер је постао министар финансија. Мартин Фелдстајн, Лора Тајсон и Лоренс Самерс били су најближи Обамини економски саветници. Бернанке је поново именован за председника Фед-а. Европске државе су наметнуле строге прописе о банкарским накнадама, али су им САД пружиле отпор.

## Пријем
Филм је наишао на позитивне критике. На сајту Ротен томејтоуз, филм има рејтинг одобрења од 98% на основу 147 критика, са просечном оценом 8,21/10. Критички консензус веб странице гласи: „Растужујући, али неопходан за гледање, документарни филм Чарлса Фергусона истражује глобалну финансијску кризу из 2008. године са узорном строгошћу.” На сајту Метакритик, филм има просечну оцену 88 од 100, на основу 27 критичара, што указује на „универзално одобравање”.
Роџер Иберт је описао филм као „бесан, аргументован документарац о томе како је америчка стамбена индустрија намерно кренула да превари обичног америчког инвеститора”. А. О. Скот из Њујорк тајмса је написао да је „господин Фергусон сазвао кажњавајућу моралну силу проповеди која дрма за проповедаонице. Да је изриче строго, суздржано и са добрим хумором, што чини његов случај још поразнијим”. Логан Хил из часописа Њујорк окарактерисао је филм као „ричући, огорчени документарац”, напомињући „ефективно присуство” наратора Мета Дејмона. Питер Бредшо из новина Гардијан рекао је да је филм „подједнако привлачан као и сваки трилер”. Даље је објаснио да је на њега очигледно утицао Мајкл Мур, описујући га као „Муров филм са уклоњеним геговима и вратоломијама”. Године 2011, уредник Метакритика је рангирао филм на прво место на тему финансијске кризе 2008. године.
Филм је изабран за специјалну пројекцију на Канском филмском фестивалу 2010. године. Рецензент из Кана је окарактерисао филм као „сложену причу испричану изузетно добро и са пуно нелегираног беса”.

## Награде
| Награда                                    | Датум церемоније   | Категорија                    | Примаоци и кандидати       | Резултат   |
| ------------------------------------------ | ------------------ | ----------------------------- | -------------------------- | ---------- |
| Оскар                                      | 27. фебруар 2011.  | Најбољи документарни филм     | Чарлс Фергусон и Одри Марс | Освојено   |
| Награда Удружења филмских критичара Чикага | 20. децембар 2010. | Најбољи документарни филм     |                            | Номинација |
| Награда Удружења режисера Америке          | 29. децембар 2010. | Најбољи документарац          |                            | Освојено   |
| Награда Готам                              | 29. новембар 2010. | Најбољи документарац          |                            | Номинација |
| Награда Друштва онлајн филмских критичара  | 3. јануар 2011.    | Најбољи документарац          |                            | Номинација |
| Наградe Удружења сценариста Америке        | 5. фебруар 2011.   | Најбољи документарни сценарио |                            | Освојено   |